# Pietraroja
Pietraroja ist eine italienische Gemeinde (comune) in der Provinz Benevento, Region Kampanien, mit 497 Einwohnern (Stand 31. Dezember 2023). Sie ist Teil der Berggemeinschaft Titerno e Alto Tammaro.

## Geographie

Lage von Pietraroja

Die Gemeinde liegt im südlichen Apennin auf einer Höhe von 818 m s.l.m. etwa 40 km nördlich der Provinzhauptstadt Benevento. Die Nachbargemeinden sind Cerreto Sannita, Cusano Mutri, Guardiaregia (CB), Morcone und Sepino (CB). Die Ortsteile lauten Mastramici und Potete. Pietraroja ist Fundort des Scipionyx Samniticus, bekannt auch als Ciro, das bestens erhaltene Fossil eines theropoden Babydinosauriers aus der Unterkreide.

## Wirtschaft
Die Gemeinde lebt hauptsächlich von der Landwirtschaft. 

## Infrastruktur

### Straße
- Staatsstraße Benevento-Termoli

### Bahn
- Bahnstrecke Benevento–Campobasso

### Flug
- Flughafen Neapel